# Goera parayatta
Goera parayatta är en nattsländeart som beskrevs av Schmid 1991. Goera parayatta ingår i släktet Goera och familjen grusrörsnattsländor. Inga underarter finns listade i Catalogue of Life.